# Dennis & the Jets
I Dennis & the Jets sono un gruppo musicale di Firenze, che propone un rock and roll tra anni '50 e revival '60 spesso dai toni umoristici.

## Storia dei Dennis & the Jets

### Gli anni 60 e le origini neGli Spettri
Già attivi dagli anni '60, i fratelli Ponticiello fecero parte della band Gli Spettri, uno dei "gruppi perla" della musica beat italiana, fondati nel 1964 ed allora conosciuti per le loro esibizioni scenografiche con le 4 bare sul palco e per l'utilizzo di un carro funebre come mezzo di trasporto strumenti.
Negli anni '70, con l'avvento del rock progressivo e con l'evoluzione verso una sempre maggior complessità della musica rock, gli Spettri, come molti musicisti che venivano dalle stesse radici, evolsero in questo senso, spesso dividendo il palco con i Jumbo, Quella Vecchia Locanda, La nuova era, i New Trolls, Le Orme ed il Banco del Mutuo Soccorso
Gli Spettri entrarono però in crisi con l'avvento della disco music, che segnò un ritorno alla musica da ballo ed un allontanamento da quelle forme rock più cerebrali.

### Gli anni '80 ed i primi Dennis & the Jets
Fu proprio in questi anni di crisi, ad inizio anni '80, che i tre fratelli si riproposero come trio in salsa rockabilly, accompagnato da una drum machine, suonando nel circuito underground fiorentino, che allora vedeva il fiorire soprattutto della new wave e darkwave, ma anche dei movimenti legati al revival '50 e '60. Nel 1983 che Mauro il Maghero detto Tarzan, precedentemente con i Campo di Marte, La Verde Stagione ed i Bella Band si unì al gruppo, che inizialmente prese il nome di Rocco Billy e i suoi fratelli. Fu solo con l'inserimento di Dennis Caldirola ad uno dei primi concerti che la band divenne il quintetto originario che prenderà poi il nome di Dennis & the Jats.
Fu del 1985 l'incontro con Renzo Arbore che li invitò alla trasmissione Quelli della notte, indicandoli come "nuovo fenomeno musicale italiano". Fu di li a poco il loro primo album dal titolo In Rock Signo Vinces, pubblicato nel 1987 dalla Global Art System di Checco Loy, figlio del regista Nanni Loy e produttrice assieme alla I.R.A. Records dei primi dischi dei Litfiba. Nel 1990 pubblicarono il loro secondo album intitolato Alea Iacta Est! (Il dado è tratto) pubblicato per la Dischi Impero, a cui segue l'album del 1992 Va come va (suonare ad alto volume) per la Abraxas, che conteneva la cover del brano Il ragazzo col ciuffo di Little Tony. In questi anni la band fu poi invitata sempre da Arbore negli show televisivi Marisa la nuit, Indietro tutta! e D.O.C. : Musica e altro a denominazione d'origine controllata.
Negli anni successivi pubblicarono altri tre album intitolati Brucia strega brucia (1994, Larione 10), Passami la scossa (1999, Il Popolo Del Blues) e Noi... duri! (Corrado Tedeschi Editore), partecipando anche al Raduno Rock and roll di Seattle, dove vennero acclamati da un pubblico di 15.000 persone che chiesero il bis per tre volte. Tra i fan della band vi fu poi Federico Fellini, che chiamò Jerry Flagiello per una parte in La voce della Luna.

## Discografia

### Album in studio
- 1987 - In Rock Signo Vinces
- 1990 - Alea Iacta Est! (Il Dado È Tratto)
- 1992 - Va Come Va (Suonare Ad Alto Volume)
- 1994 - Brucia Strega Brucia
- 1999 - Passami La Scossa
- 2003 - Tutta colpa del rock and roll
- 2007 - Noi duri
- 2009 - Noi duri parte seconda
- 2011 - Florence on the Moon con David Cecconi

### EP
- 1992 - La ballata dell'inverno che non c'è

### Compilazioni
- 1990 - Union - con il brano Il Ragazzo Col Ciuffo (CGD)
- 1993 - E cantava le canzoni... La nuova musica italiana ricorda Rino Gaetano - con il brano Rare Tracce (EMI)
- 1995 - Tributo ad Augusto (CGD)
- 1998 - 2120 Michigan Avenue Chicago, Italia - Il Meglio Del Blues Di Chicago Interpretato Da Artisti Italiani Vol. 1 - con il brano No Particular Place To Go (Il manifesto)
- 2003 - Anni Di Musica - Itinerari Musicali In Toscana Dal 1960 - con il brano Ai Barre Di Vasco (Materiali Sonori)